# Деснянский район (Чернигов)
Деснянский район (укр. Деснянський район) — один из двух административных районов Черниговского горсовета Черниговской области Украины, включает восточную часть Чернигова, прилегающую к Десне. Администрация — Деснянский райсовет. Адрес: Чернигов, 14013, проспект Победы, 141.

## Население
Население на 1987 год — 170 тысяч человек (59,23 % населения города).

### Языковой состав
Родной язык населения по данным переписи 2001 года:
| Язык       | Численность, чел. | Доля     |
| ---------- | ----------------- | -------- |
| Украинский | 131 146           | 72,63 %  |
| Русский    | 47 031            | 26,04 %  |
| Другое     | 2 398             | 1,33 %   |
| Итого      | 180 575           | 100,00 % |

Украинский язык является основным и единственным официальным языком района.

## История
22 декабря 1973 года Деснянский район был создан путём раздела города Чернигова на два района (второй — Новозаводской).
Экономика района к концу 1980-х годов была представлена предприятиями автомобилестроения и приборостроения, легкой, пищевой и местной промышленностей. Действовало 23 промышленных предприятия, в том числе производственные объединения «Черниговский радиоприборный завод», «Черниговмебель», завод автозапчастей, ремонтно-механический завод «Октябрьский молот», кондитерская, галантерейная и обувная фабрики, 28 строительных и 16 предприятий транспорта и связи, 7 специализированных бытовых предприятий.
В районе действовали городская больница с 4 поликлиническими отделениями, городская стоматологическая поликлиника. Ряд предприятий имели медико-санитарные части. В конце 1980-х годов в Деснянском районе было 18 общеобразовательных школ, где учились 24,5 тысяч учеников, 3 профессионально-технических училища, детская художественная школа, 2 детские музыкальные школы, 2 ВУЗа — Черниговский педагогический институт и Черниговский филиал КПИ, кооперативный, радиомеханический и и юридический техникумы, медицинское и музыкальное училища. На территории района — 35 дошкольных заведений, дворец пионеров, 2 детско-юношеских спортивных школ, станция юных техников, 2 театра — Черниговский украинский музыкально-драматический театр и Черниговский театр для детей и молодежи, филармония, 4 кинотеатра, 2 парка культуры и отдыха, 9 клубов и домов культуры, 73 библиотеки, летний театр, Черниговский архитектурно-исторический заповедник, 2 музея — художественный и исторический, 2 стадиона — имени Гагарина и «Юность», 29 спортивных залов и 117 открытых спортивных площадок.

## География
Площадь Деснянского района Чернигова — 46,38 км² (58,71 % от общей площади города). Граница между Деснянским и Новозаводский районами проходит по проспекту Мира. Деснянский район расположен восточнее проспекта, западнее расположены только некоторые дома, но они относятся к проспекту Мира. Район включает такие исторические районы: Детинец, Третьяк, Предградье, Окольный град, Ковалёвка, Берёзки, Кордовка, Яловщина, Пять углов; бывшие хутора Курганка и Вербицкого; бывшие сёла Александровка, Бобровица и Певцы; жилые массивы Бобровицкий, Ремзавод, ЗАЗ.
На юге протекает река Десна, а на востоке её приток Стрижень.

## Экономика
Промышленные предприятия:
- ПАО Черниговский завод радиоприборов (ЧеЗаРа) (ул. Защитников Украины, 25)
- ЧАО Черниговский автозавод (ЧАЗ) (ранее Чернигоавтодеталь, Черниговский кардан; просп. Мира, 312)
- ОАО ремонтно-механический завод «Октябрьский молот» (закрыто; просп. Мира, 194)
- ЧАО производственно-торговая фабрика Сиверянка (ул. Малиновского, 36)
- ПАО Фабрика «Ярославна» (ранее швейная фабрика им. 8 марта; ул. Кирпоноса, 25)
- Черниговская обувная фабрика «Берегиня» (ул. Родимцева, 16)
- ПАО "Продовольственная компания «Ясен» (ул. Борисенко, 41а)
- ОАО "Кондитерская фабрика «Стрела» (ул. Коммунальная, 2)
- ЗАО Черниговский ликеро-водочный завод «Черниговская водка» (ул. Котляревского, 38)
- ЗАО «Черниговская картонажно-полиграфическая фабрика» (ул. Любомира Боднарука, 26)
- ООО совместное предприятие «Украинская деревообрабатывающая фабрика» (ул. Кольцевая, 19)
- Учебно-производственное предприятие Украинского общества глухих (ул. Менделеева, 5)

Непроизводственные учрежденияː
- Черниговоблэнерго (ул. Музейная, 40)
- ЗАО «Черниговстрой» (ул. Мстиславская, 9)
- ГП государственное лесохозяйственное объединение Черниговлес (ул. Пятницкая, 8)

## Транспорт
В Деснянском районе присутствуют все виды общественного транспорта Чернигова: троллейбус, автобус и маршрутное такси.
На территории района полностью проходят такие троллейбусные маршруты: № 2 (Черниговский автозавод — ул. Шевченка), № 10 (Черниговский автозавод — Бобровица); частично: № 1 (Сиверянка — вокзал), № 3 (Черниговский автозавод — вокзал), № 4 (Черниговский автозавод — Химволокно), № 6 (ул. Независимости — горбольница № 2), № 7 (Химволокно — горбольница № 2), № 8 (ул. Пухова — Химволокно).
Главный транспортные артерии: проспект Мира, Победы, улица Шевченко, 1-я мая, Кольцевая (связывает просп. Мира и ул. Шевченко), Рокоссовского (связывает улицы 1-о мая с Шевченко); а также улица Героев Чернобыля (связывает просп. Мира с ул. 1-о мая), Музейная, Проектная.
На территории района расположен речной порт на реке Десна.

## Достопримечательности

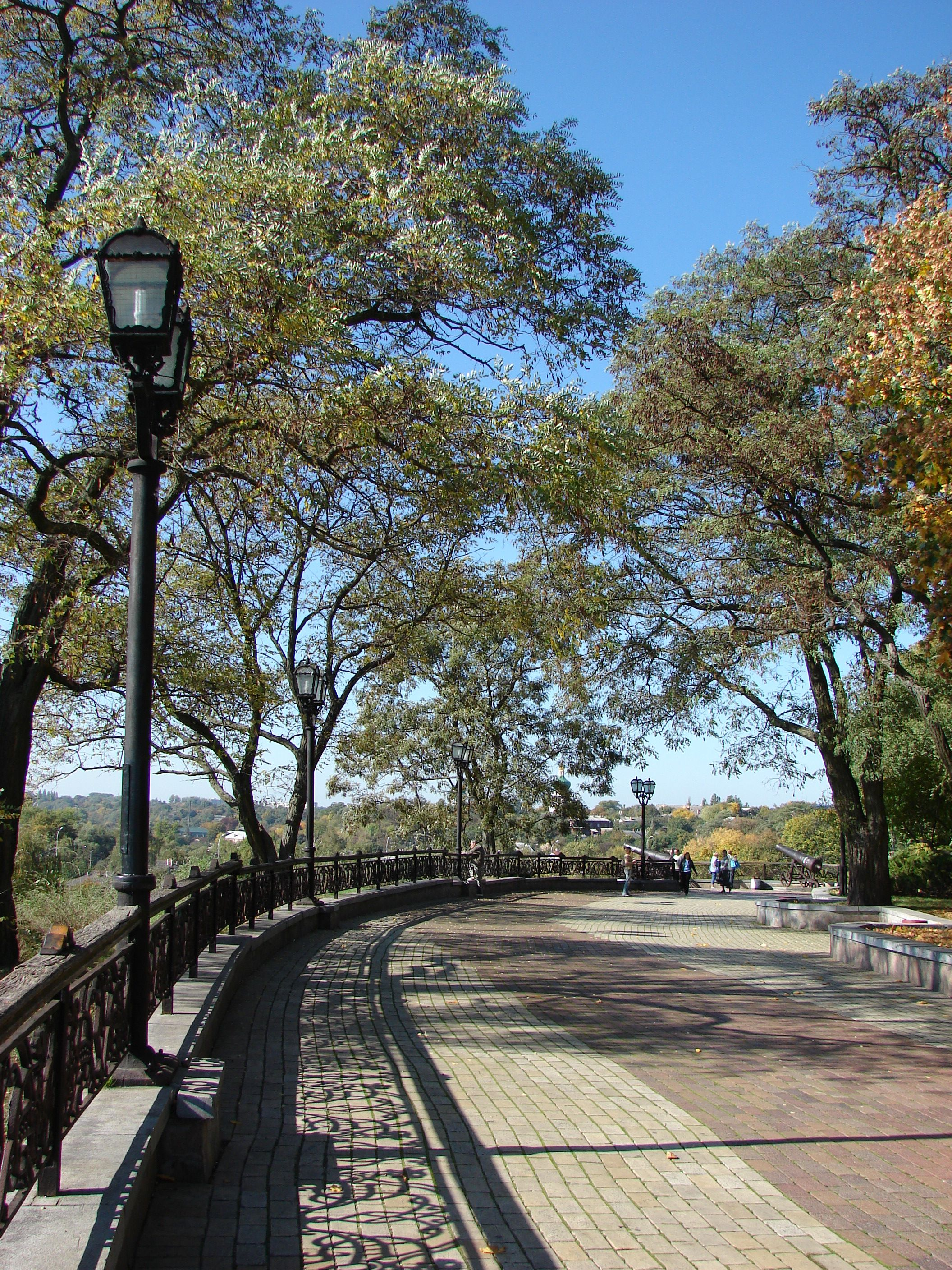
Аллея с пушками на валу

В Деснянском районе расположено большее количество памятников архитектуры, чем в Новозаводском районе. Культурным оплотом района и всего города является Вал (Детинец) и Красная площадь, а также их окрестности. Кроме того городской парк культуры и отдыха или Горсад (как принято среди черниговчан) и лесопарк Еловщина — главные места отдыха жителей Деснянского района и всего Чернигова.
Культовые сооружение:
- Борисоглебский собор
- Екатерининская церковь
- Казанская церковь
- Пятницкая церковь
- Римо-католическая церковь
- Церковь Святителя Николая Чудотворца
- Церковь Святого Михаила
- Храм «Всех Святых Черниговских»
- Спасо-Преображенский собор

Памятки архитектуры:
- Дворянский и селянский поземельный банк (сейчас библиотека им. Короленка). 1910—1913 года. Просп. Мира, 41
- Дом архиепископа (сейчас областной архив). 1780 год.
- Дом В. В. Тарновского (сейчас библиотека для юношества). Конец XIX века. Ул. Шевченко, 63
- Дом гражданского губернатора (сейчас Дом офицеров). 1896 год. Ул. Шевченко, 57
- Дом губернатора (сейчас областной исторический музей)
- Дом женской гимназии (сейчас художественный музей). 1865 год.
- Дом народной школы (сейчас поликлина № 1). XX век. просп. Мира, 38
- Здание Николаевского епархиального братства (сейчас филармония). Начало XX века. Просп. Мира, 15.
- Дом пожарного общества (сейчас Выставочный зал). 1893 год. просп. Мира, 34
- Здание полковой канцелярии (дом Лизогуба). XVII век.

Театры:
- Летний
- Областной молодёжный
- Областной музыкально-драматический
- Кукольный
- Филармония

Музеи:
- Военно-исторический (ул. Шевченка, 55а)
- Выставочный зал (просп. Мира, 34)
- Исторический УМВД (ул. Шевченка, 13)
- Областной художественный
- Областной исторический
- Заповедник «Чернигов древний» (меньшая, восточная, часть)
- Народно-декоративного искусства (в помещении Екатерининской церкви)

Библиотеки:
- областная для детей им. Н. А. Островского (ул. Рокоссовского, 22а)
- областная для юношества (ул. Шевченка, 63)
- областная научная им. В. Г. Короленка (просп. Мира, 41)

Парки:
- Городской парк культуры и отдыха
- Лесопарк Еловщина
- им. М. М. Коцюбинского
- Берёзовая роща
- Марьина роща
- сквер Богдана Хмельницкого
- Сквер имени М. М. Попудренка

Кинотеатры:
- Дружба
- Щорса
- бывш. Победа

Стадионы:
- им. Ю. А. Гагарина
- детско-юношеской школы Юность

Памятники:
- Н. А. Островскому (просп. Мира, 37)
- М. Попудренку (просп. Мира, 41)
- Богдану Хмельницкому (сквер имени Богдана Хмельницкого)
- На братской могиле воинов, что погибли при освобождении города (ул. Магистратская, 6а)
- На могиле М. Попудренка (ул. Магистратская)
- Аллея героев. Памятники: М. М. Коцюбинскому, В. М. Примакову, В. О. Антонову-Овсиенко, М. И. Подвойскому, М. О. Щорсу, М. Г. Кропивянскому, М. П. Кирпоносу, В. В. Сенько (просп. Мира, южнее Красной площади)
- Чернобыльской трагедии (просп. Мира)
- Ивану Мазепе (ул. Преображенская)
- А. С. Пушкину (парк им. Коцюбинского)
- На братской могиле воинов, что погибли при освобождении города (парк им. Коцюбинского)
- Т. Г. Шевченку (парк им. Коцюбинского)
- Планетарий

## Социальная сфера

### Здравоохранение
На территории Деснянского района расположено 24 медицинских заведения, в том числе 5 ветеринарной медицинской помощи.
Есть одно заведение социальной защиты, а именно территориальный центр социального обслуживания.

### Образование

#### Среднее и начальное
Детские дошкольные заведения — 31. В них детей — 5399
Всего школ — 19, в том числе: ЗОШ І-ІІІ ст. — 13, ЗОШ І ст. — 2
Прочие учебные заведения: лицей — 2, коллегиум — 1, начальная школа I ст. — 1, гимназия — 1
Количество учеников — 15420, учителей — 1459

#### Высшее
ВУЗы IV уровня аккредитации:
- Черниговский национальный технологический университет
- Черниговский национальный педагогический университет имени Т. Г. Шевченко

Филиалы и структурные подразделения не черниговских ВУЗов:
- Черниговский филиал Европейского университета (ул. Мстиславская, 76)
- Черниговский филиал МАУП (ул. Воинов-Интернационалистов, 41)
- Черниговское структурное подразделение Украинского финансово-экономического института (ООО; ул. Шевченка, 105-А)
- Черниговский институт информации, бизнеса и права (ЧИИБиП), как подразделение Международного научно-технического университета имени академика Юрия Бугая
- Черниговский филиал Государственной академии статистики, учёта и аудита Госкомстата Украины (ул. Музейная, 25)
- Украинско-российский институт (филиал МГОУ)

ВУЗы I—II уровня аккредитации:
- Черниговский радиомеханический техникум (ул. Защитников Украины, 25)
- Черниговский кооперативный техникум (ул. Музейная, 3)
- Черниговское медицинское училище (ул. Пятницкая, 42)
- Черниговское музыкальное училище имени Л. М. Ревуцкого (ул. Шевченка, 6)

профессионально-технические учебные заведения:
- Черниговское высшее профессиональное училище (№ 15; ул. Кольцевая, 20)
- Черниговский профессиональный строительный лицей (№ 18; просп. Мира, 247)

Прочие:
- Черниговский «Учебно-методический центр» профсоюзов (ул. Шевченка, 105а)

Упразднённые
- Черниговское высшее военное авиационное училище лётчиков (1941—1995)